# COMMIT (SQL)
SQLのCOMMITステートメントは、関係データベース管理システム（RDBMS）内のトランザクションを終了し、すべての変更を他のユーザーに反映する。 一般的な形式として、 BEGIN WORKステートメント、1つ以上のSQLステートメント、そしてCOMMITステートメントを発行する。 COMMITステートメントは、使用中の可能性のある既存のセーブポイントも解放する。これは、 COMMITステートメントが発行されると、トランザクションをロールバックできないことを意味する。 
トランザクションに関しては、コミットの反対語はロールバックで、トランザクションの暫定的な変更を破棄することである。
トランザクション、コミット、およびロールバックの概念は、データベースのACIDプロパティの重要な要素である。